# Jambalaya
Pour les articles homonymes, voir Jambalaya (homonymie).
Le jambalaya ou jumbalaya est une spécialité culinaire traditionnelle emblématique de la  cuisine cajun de la Louisiane aux États-Unis, à base de riz, viande, fruits de mer et épices. 

## Variantes
L'histoire de ce plat cajun traditionnel est liée à l'histoire de la Louisiane, et au mélange d'influences historiques multiculturelles locales des cuisines amérindienne, créole, française, et espagnole,.

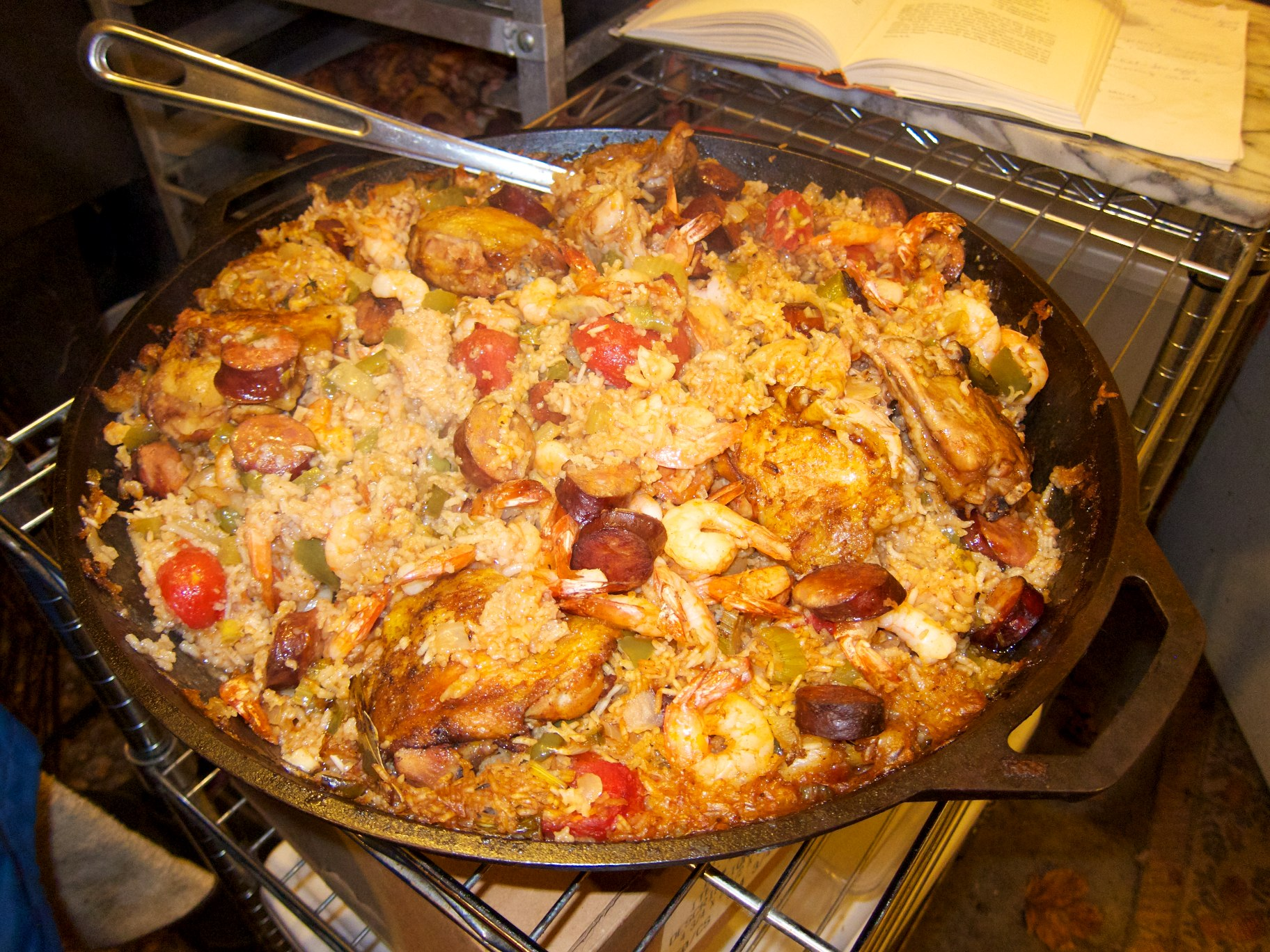
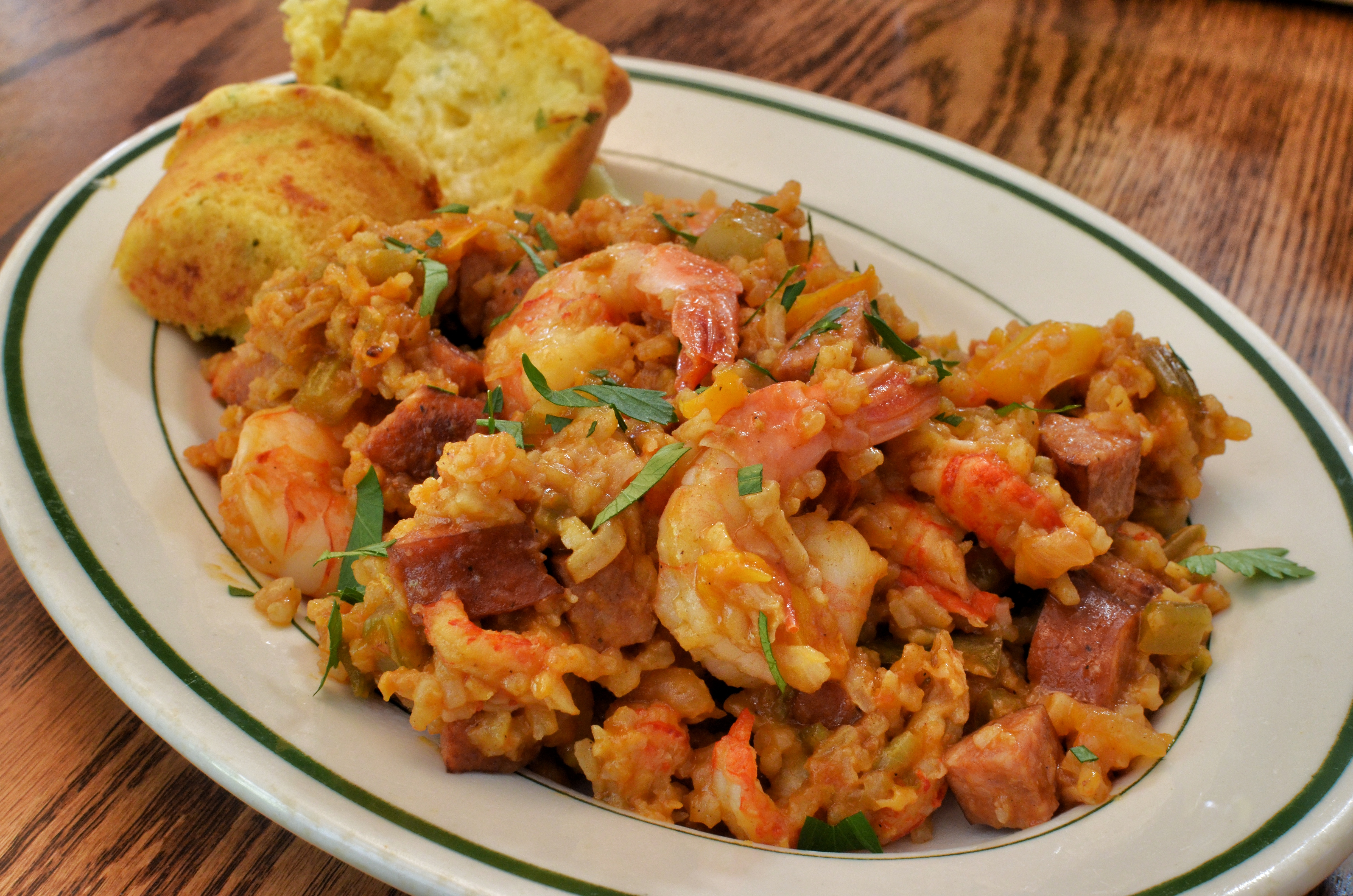
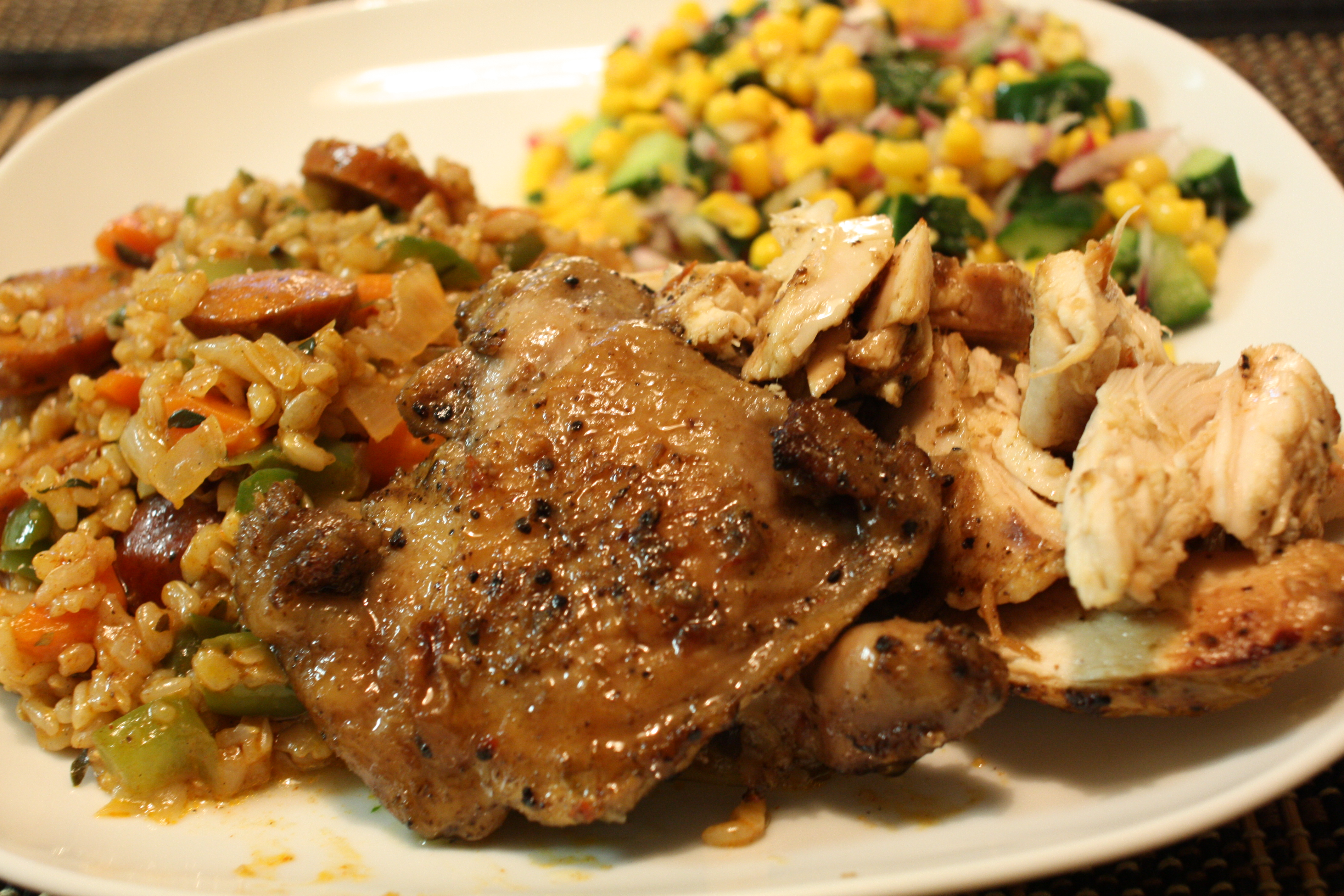

Dans sa version américaine, il recouvre une multitude de variantes de recettes de viandes à base de riz, toutes très épicées, telles que le riz créole Jumbalaya, avec du jambon et des saucisses, des gambas ou des huîtres, ou le Me-o-My-O Jumbalaya, avec du bœuf.
Dans la cuisine provençale, en Provence, le jambalaia se prépare avec de la volaille et du riz au safran, variante du riz Gaxuxa de la cuisine basque. La recette est notamment décrite par Frédéric Mistral dans Lou Tresor dóu Felibrige du XIXe siècle, ou par René Jouveau, dans son ouvrage La  cuisine provençale de tradition populaire (1990).

## Étymologie
Les origines du nom de ce plat ne sont pas connus. Le provençal jambalaia désigne, selon Frédéric Mistral, un « ragoût de riz avec une volaille » et, au figuré, un méli-mélo,. Une des plus anciennes occurrences écrites connues de ce mot se trouve dans un poème en provençal de 1837 du poète Fortuné Chailland, Leis Amours de Vanus vo Lou paysan oou théâtré. C'est cette étymologie qui est retenue par certains dictionnaires anglophones, notamment l’Oxford English Dictionary.
Certaines étymologies populaires existent. Ce mot pourrait être d’origine séminole, peuple autochtone d'Amérique du Nord, repris par les Acadiens et signifiant « fête ». Il pourrait aussi venir du créole et de la cuisine créole des esclaves de Louisiane « jambon à la ya », où ya signifie « riz », comme en Afrique de l'Ouest, ou pourrait venir de l'influence de la langue créole en Louisiane, soit en français « jambon à l'Aya », Aya est un prénom féminin de la langue akan parlée au Ghana et en Côte d'Ivoire. Le plat serait également apparenté à la paella de la cuisine espagnole et de l'Amérique hispanique.

## Préparation
Après avoir fait cuire un mélange de morceaux de viande, poisson ou fruits de mer (saucisse fumée, andouille, chorizo, poulet, canard, jambon, crabe, écrevisses, crevette, gambas, tortue, alligator...) avec des légumes (« la Sainte Trinité (en) » de la cuisine cajun, composée d'oignons, de poivrons verts et de céleri, et éventuellement de tomates), le riz est ajouté avec du bouillon, et mijoté avec des épices (ail, paprika, poivre, cumin, thym, origan, tabasco, piment de Cayenne, et autres sauces chili...). 

## Dans la culture populaire
Dans la culture des États-Unis, ce plat est une des signatures de la Louisiane. En 1968, le gouverneur de la Louisiane John McKeithen a proclamé la ville de Gonzales en Louisiane « capitale mondiale du Jambalaya », avec son festival annuel « Gonzales Jambalaya Festival ».
Le plat est si connu et apprécié que le chanteur américain Hank Williams lui a composé l'ode Jambalaya (On the Bayou) de 1952, avec une mélodie folklorique cajun, reprise entre autres par Hugues Aufray (album Caravane de 1981) et Eddy Mitchell (album Jambalaya de 2006).
Dans le film Madame Doubtfire de 1993, de Chris Columbus, Robin Williams (Madame Doubtfire) ajoute une forte dose de piment de cayenne dans une assiette de jambalaya.
Dans le film Forrest Gump, de Robert Zemeckis de 1994, Bubba cite les très nombreuses recettes possibles avec des crevettes qu'il connait à son ami Forrest Gump, hormis le jambalaya.
Dans l'épisode 8 de la saison 2 de la série télévisée Star Trek: Strange New Worlds, le capitaine Christopher Pike, commandant de l'USS Enterprise, prépare un jambalaya en l'honneur de son hôte, l'ambassadeur klingon Dak'Rah.
Dans l'épisode pilote de la série animée Hazbin Hotel, Le personnage d'Alastor annonce détenir le secret d'une recette de Jambalaya particulièrement épicée et en proposera à ses collègues. De cette scène découlera une pléthore de mèmes.
Le plat est préparé dans le jeu vidéo Cyberpunk 2077 par River et V lors de la mission Following the River.